# Gašpar I. Drašković
Gašpar I. Drašković ( 1530. – 1591.), drugi sin Bartola i Ane Drašković rođene Utješinović, pripadnik velikaške obitelji grofova Draškovića.

## Životopis
Oženio se imućnom Katarinom Szekely znatno povećavši obiteljsko bogatstvo. Stekao je solidno obrazovanje i posvetio se vojničkom pozivu. Od Gašpara potječu svi ostali pripadnici obitelji. Imao je tri sina, Ivana II., Petra i Jurja III.